# Arachnothryx reflexa
Arachnothryx reflexa är en måreväxtart som först beskrevs av George Bentham, och fick sitt nu gällande namn av Jules Émile Planchon. Arachnothryx reflexa ingår i släktet Arachnothryx och familjen måreväxter. Inga underarter finns listade i Catalogue of Life.